# An Autobiography (Wright)
An Autobiography è un libro scritto dall'architetto statunitense Frank Lloyd Wright, pubblicato per la prima volta nel 1932. L'opera rappresenta un'importante testimonianza della vita, della filosofia e del lavoro dell'autore, offrendo uno sguardo dettagliato sulla sua evoluzione professionale e personale.

## Storia e pubblicazione
Wright scrisse il libro mentre era in isolamento in una capanna in Minnesota, riflettendo sulla sua vita e registrando le sue esperienze. La prima edizione fu pubblicata nel 1932 e divenne un'opera influente che attrasse numerosi apprendisti alla sua scuola di architettura, Taliesin, in Wisconsin. Nel 1938, Wright fondò una sede invernale per la scuola, Taliesin West, in Arizona.

## Struttura e contenuti
L'autobiografia è suddivisa in cinque sezioni tematiche: famiglia, comunità, lavoro, libertà e forma. In queste sezioni, Wright racconta la sua infanzia e l'educazione ricevuta, in particolare l'influenza dei blocchi Froebel, che hanno plasmato il suo approccio organico all'architettura. Inoltre, descrive il suo apprendistato con Louis Sullivan, che considerava il suo "Lieber Meister" (maestro amato), e il modo in cui assimilò la filosofia del form follows function.
Un aspetto significativo dell'opera è l'approfondimento sul rapporto tra architettura e materiali. Wright discute le sue sperimentazioni con il cemento prefabbricato, il desert concrete e altri materiali innovativi, elementi chiave del suo linguaggio architettonico.

## Influenza e ricezione
An Autobiography fu accolta positivamente e rimane una fonte essenziale per comprendere il pensiero di Wright. L'opera contribuì a rafforzare la sua immagine pubblica e a diffondere la sua filosofia architettonica, attirando nuovi allievi a Taliesin. Nel saggio "Taste and Autobiography", Wright stesso riflette sulle motivazioni che lo spinsero a scrivere la sua autobiografia, sottolineando come il gusto personale e la creatività siano elementi imprescindibili nel suo percorso artistico.

## Edizioni successive
Dopo la pubblicazione originale del 1932, An Autobiography è stata ripubblicata in varie edizioni, tra cui una versione del 1943 ampliata con nuove riflessioni dell'autore. L'opera continua a essere studiata da architetti e storici per il suo valore documentale e teorico.

## Edizioni
- (EN) Frank Lloyd Wright, An Autobiography [Un'autobiografia], Prima edizione, New York, Longmans, Green and Co., 1932,  p. 560, OCLC 5043667.
- (EN) Frank Lloyd Wright, An Autobiography [Un'autobiografia], Edizione ampliata, New York, Duell, Sloan & Pearce, 1943  [1932],  p. 724, OCLC 387227.
- (EN) Frank Lloyd Wright, An Autobiography [Un'autobiografia], Ristampa con introduzione di Edgar Kaufmann Jr., New York, Horizon Press, 1977  [1932],  p. 561, OCLC 3481174.
- (EN) Frank Lloyd Wright, Frank Lloyd Wright: An Autobiography [Frank Lloyd Wright: Un'autobiografia], Ristampa, Petaluma, California, Pomegranate Communications, 2005  [1932],  p. 561, OCLC 57319655.